# Narasaraopet
Narasaraopet es una ciudad y  municipio situada en el distrito de Guntur en el estado de Andhra Pradesh (India). Su población es de 117489 habitantes (2011). Se encuentra a 46 km de Guntur y a 96 km de Vijayawada. 

## Demografía
Según el censo de 2011 la población de Narasaraopet era de 117489 habitantes, de los cuales 59424 eran hombres y 58065 eran mujeres. Narasaraopet tiene una tasa media de alfabetización del 79,46%, superior a la media estatal del 67,02%: la alfabetización masculina es del 86.08%, y la alfabetización femenina del 72,70%.